# Chi’an (köpinghuvudort i Kina, Zhejiang Sheng, lat 29,15, long 120,03)
Chi'an (kinesiska: 赤岸, 赤岸镇, Chi’an, Chi’an Zhen) är en köpinghuvudort i Kina. Den ligger i provinsen Zhejiang, i den östra delen av landet, omkring 120 kilometer söder om provinshuvudstaden Hangzhou. Antalet invånare är 31 495. Befolkningen består av 15 356 kvinnor och 16 139 män. Barn under 15 år utgör 15,0 %, vuxna 15-64 år 68 %, och äldre över 65 år 16,0 %.
Runt Chi'an är det tätbefolkat, med 570 invånare per kvadratkilometer. Närmaste större samhälle är Yiwu, 19,4 km norr om Chi'an. I omgivningarna runt Chi'an växer i huvudsak blandskog.
Genomsnittlig årsnederbörd är 2 143 millimeter. Den regnigaste månaden är juni, med i genomsnitt 396 mm nederbörd, och den torraste är januari, med 70 mm nederbörd.